# الزهور (القصرين)
الزهور إحدى مدن الجمهورية التونسية، تقع في ولاية القصرين.

## مواضيع ذات علاقة
- ولاية القصرين.